# QUICKDEAD
QUICKDEAD（クイックデッド）は、日本東京都出身のパンク・ロック・バンド。

## メンバー
- Nori / ボーカル・ベース
- ATSUxKICK / ギター・ボーカル
- Shun / ギター・コーラス
- Pon-Suke /  ドラム・コーラス

## 略歴
2006年にアメリカのサンディエゴとカナダのバンクーバーに住んでいたNori (Low-Cal-Ball) とライブハウスでよく顔を合わせていた、カナダと日本の血が混ざってるATSUxKICK (!!WARNING!!)と飲み仲間であったRenta (69BUG) の3人が意気投合して結成。結成はしたものの約2年ほどひたすら曲製作に没頭し、マイペースにスタジオに入るもライブは1度もすることはなかった。
その後、満を持してライブを始めてからは90′sの西海岸PUNK直系のメロディとMCの緩さが話題を呼び、数々のイベントに参加。数回のメンバーチェンジを経て、Shun (LAST RESORT) とPon-Sukeが加入し今のメンバーになる。楽曲の全てをATSUxKICKが作曲、Noriが作詞をしている。
2010年から本格的に始動し始める。2月に埼玉県のM’s Rampでのスケートボードの大会でワンマンライブを決行。3月には初の海外ツアーを韓国にて行う。5月 - 6月に関東ショートツアーを成功させる。夏以降、活動地域を日本全国にし大阪、名古屋、福岡など主要都市でもツアーをしてその名を定着させる。10月にThrasher Nightに参加。12月にPunkslide Tour Finalに参加。
2011年に入りそのままの勢いで日本各地を遠征。6月にGUTTERMOUTH (USA) とUSELESS IDユースレス・アイディー (ISRAEL)と共演。11月にJET MARKET (ITALIA) とショートツアーを行う。同月、AUTHORITY ZERO (USA) のツアーファイナルに日本人最後のバンドとして出演。12月にKICKROCK MUSICのV.A「PUNK ROCK SOUNDTRACK vol.9」に唯一ホームページのないバンドとして参加。
2012年2月にGUTTERMOUTH (USA) とTHE STRIKERS (KOREA) とツアーに参加。3月にSTRUNG OUT (USA) とUnwritten Law (USA) と共演。10月UNIONWAY FESにてMXPX (USA) ,ALLISTAR (USA) と共演。同月、OPIE ORTIZ (USA) の単独ツアーに参加。12月USELESS ID (ISRAEL) , VERSUS THE WORLD (USA) のJAPANツアーに参加。この時USELESS IDのギターIshayがATSUxKICKステッカーをギターに貼る。現在も貼ったまま。
2013年自身でCall Me Papa Recordsを設立。同年、1月23日1stミニアルバム”The Dummy Dudes”リリース。同ツアーのファイナルを4月20日に初台WALLで企画しソールドアウトし無事終了。翌月から今までのペースと変わることなく全国を周り、10月にアパレルブランド”seedless”のパーティーに参加。11月にUSELESS ID (ISRAEL)、IMPLANTS (USA)、THE DECLINE (AUSTRALIA)、Kill The drive (ISRAEL) のJAPANツアーに参加。
2014年2月仲間のTOO CLOSE TO SEE (CATCH ALL RECORDS)とスプリットをCall Me Papa Recordsからリリース。5月にツアーファイナルを池袋KINGSX TOKYOにてソールドアウトし無事終了。7月についにホームページを作成。その後も休むことなく全国をツアーして周り、11月スケートブランド”SKULL SKATES”の20th Anniversarry JAPAN Tourに参加。
2015年3月VOODOO GLOW SKULLS (USA) のJAPANツアーに参加。9月に自身の企画”DROP THE WORLD vol.4″を企画。海外からUSELESS ID (ISRAEL)、VERSUS THE WORLD (USA)を招き、国内はS.M.N.、SKALAPPER、TOO CLOSE TO SEEで開催した。その後USELESS IDのJAPANツアーに帯同。THE DECLINE (AUSTRALIA)、VERSUS THE WORLD (USA) のJAPANツアーにも参加。
2016年3月 NO FUN AT ALL (SWEDEN) 、SATANIC SURFERS (SWEDEN) のJAPANツアーの東京、神戸に参加。4月にMEST(USA)、HAWTHORNE HEIGHTS (USA)のJAPANツアーに参加。5月にSTRUNG OUT(USA)、A WILHELM SCREAM (USA)、NOT ON TOUR (ISRAEL)の JAPANツアーに参加。6月に2度目の釜山、光州、ソウルの韓国ツアーを行う。10月にFRENZAL RHOMB (AUSTRALIA)とUSELESS ID (ISRAEL)のJAPANツアーに参加。
2017年2月22日に廃盤のためにオークションなどで高額で取引されていた、1stミニアルバム”The Dummy Dudes”をリマスタリングしてさらに1曲を追加して再リリース。3月にCOUNTER RESET (KOREA)を日本に招き共にツアーを行う。4月にFat Wreck Chords のドキュメンタリー映画、”A FAT WRECK”の記念イベント”IN THE PIT”に出演。同月、STRUNG OUT (USA)のヴォーカリストJason CruzのJAPANツアーに参加。5月にスケートブランド”SKULL SKATES”のパーティーを主催。同月、Teenage Bottlerocket (USA)のJAPANツアーに参加すると同時に同バンドのトリビュートアルバムに参加。6月にTEN FOOT POLEのJAPANツアーの東名阪に参加。8月から9月にかけてUSELESS ID (ISRAEL)と10日間にわたりツアーを行う。9月Call Me Papa Recordsから1138へのレーベル移籍を発表。
2018年3月14日に2ndミニアルバム “The Way To Fun House”を1138よりリリース。4月から6月にかけて15箇所のツアーを行う。6月ツアーファイナルを下北沢Shelterにてソールドアウトして無事に終了。9月19日に3rdミニアルバム “What Ever Happens!!”を1138よりリリース。11月STRUNG OUT (USA)と3日間、USELESS ID (ISRAEL) & SPIT (ISRAEL)と10日間のツアーを行う。
2019年3月のLONG BEACH DUB ALLSTARS (USA) のJAPANツアーに参加。5月にSKULL SKATESのパーティーを主催。同月にCHIXDIGGIT (CANADA)、BUCK-O-NINE (USA)LEFT ALONE (USA)のJAPANツアーに参加。8月にTHE DISASTER POINTSとの共同企画”CHICK THE WORLD vol.1″を開催。無事にソールドアウト。10月にBLACK FLAG (USA)、FRENZAL RHOMB (AUSTRALIA)、NO FUN AT ALL (SWEDEN)のJAPANツアーに参加。そのまま NO FUN AT ALLと10日間のツアーを行う。11月にTeenage Bottlerocket (USA) のJAPANツアーに参加。DrのKAZUMAが脱退。12月にDrにPon-Suke加入。
2020年 2月 USELESS ID (ISRAEL)とSATANIC SURFERS (SWEDEN) のJAPANツアーに参加。

## ディスコグラフィ

### EP
- The Dummy Dudes (2013)
- The Dummy Dudes 〜Remaster〜 (2017)
- The Way To Fun House  (2018)
- What Ever Happens!! (2018)

### スプリット
- Fuckin' 80's Stupidity (2014) (TOO CLOSE TO SEEとのスプリット)

### コンピレーション
- PUNKROCK SOUNDTRACKS VOL.9 (2011)
- BASIRISK8 (2013)
- MAXIMUM ROCK'N ROLL (2016)
- A TRIBUTE TO TEENAGE BOTTLEROCKET IN JAPAN (2017)
- ...OUT OF THIS WORLD 6 (2019)